# Адіґенський муніципалітет
Адіґе́нський муніципаліте́т (груз. ადიგენის მუნიციპალიტეტი) — муніципалітет у Грузії, що входить до краю Самцхе-Джавахеті. Центр — Адіґені.
Етнічний склад населення муніципалітету згідно з Переписом населення Грузії 2014 року:
| етнічна група | кількість осіб | частка щодо всього населення |
| ------------- | -------------- | ---------------------------- |
| грузини       | 15 985         | 97,10 %                      |
| вірмени       | 372            | 2,26 %                       |
| росіяни       | 41             | 0,25 %                       |
| азербайджанці | 13             | 0,08 %                       |
| українці      | 12             | 0,07 %                       |
| осетини       | 11             | 0,07 %                       |
| греки         | 6              | 0,04 %                       |
| абхази        | 5              | 0,03 %                       |
| Всього        | 16 462         | 100,00 %                     |

## Історичні пам'ятки
- Фортеця Окрос-Ціхе